# Sauteria spongiosa
Espèce
Synonymes
- Sauchia spongiosa Kashyap[1]

Statut de conservation UICN

 LC  : Préoccupation mineure
Sauteria spongiosa est une espèce de plantes de la famille des Cleveaceae.

## Publication originale
- Journal of the Hattori Botanical Laboratory 12: 62. 1954.